# Wild Wadi
Wild Wadi Water Park es un parque acuático a cielo abierto ubicado en la ciudad de Dubái en los Emiratos Árabes Unidos. Ubicado en Jumeirah, cerca del Burj Al Arab y del Jumeirah Beach Hotel, este hotel es operado por Jumeirah (hotelera), una hotelera dubaití. A este parque concurren miles de personas todos los años para divertirse con los juegos que posee como por ejemplo un tobogán acuático y muchos otros atractivos.
El parque posee una piscina de olas calentada/enfriada, múltiples toboganes y 2 máquinas de surf artificiales. El parque solía tener el mayor tobogán fuera de Norteamérica, pero desde entonces ha sido removido para dar lugar a otras atracciones. Otras característica del parque son: una cascada de 18 metros (o 59 pies), 2 tiendas de regalos, 3 restaurantes y 2 puestos de comida.
Apareció en The Amazing Race, en donde equipos tuvieron que deslizarse por 21 metros verticalmente. Luego apareció en The Amazing Race Australia 2, donde los equipos usaron la máquina de surf para llegar al final de un camino, donde alcanzarían su siguiente pista.
También es el parque acuático que gasta más agua en el mundo. [cita requerida]

## Entradas y tasas
El precio de las entradas en Wild Wadi se basa en la altura del individuo. Se separa en 2 categorías: más de 11 decímetros o menos de 11 decímetros. Hay descuentos para quienes reserven entradas en el sitio web. Además, los niños menores de 2 entran gratis si la edad es demostrada. Se cobran las toallas y casilleros